# Litoria rheocola
Litoria rheocola је водоземац из реда жаба и фамилије Hylidae.

## Угроженост
Ова врста се сматра угроженом.

## Распрострањење
Североисточни Квинсленд у Аустралија је једино познато природно станиште врсте.
Популација ове врсте се смањује, судећи по расположивим подацима.

## Станиште
Врста је по висини распрострањена до 1.180 метара надморске висине. 
Станишта врсте су шуме и слатководна подручја.